# Johan Lopes
Pour les articles homonymes, voir Lopes.
Johan Lopes, né le 18 octobre 1989 à Rueil-Malmaison, est un karatéka français.
Il remporte une médaille d'argent en kumite individuel dans la catégorie des moins de 60 kg aux Championnats d'Europe de karaté 2011 à Zurich.
Il termine également 7e aux championnats du monde de Belgrade en 2010.
Au niveau national, Johan Lopes comptabilise 8 titres de champion de France : x1 minime, x1 cadet, x1 junior et x5 en sénior -60 kg.